# Gaozi (köpinghuvudort i Kina, Jiangsu Sheng, lat 32,17, long 119,30)
Gaozi (kinesiska: 高资, 高资镇) är en köpinghuvudort i Kina. Den ligger i provinsen Jiangsu, i den östra delen av landet, omkring 49 kilometer öster om provinshuvudstaden Nanjing. Antalet invånare är 42 916. Befolkningen består av 20 969 kvinnor och 21 947 män. Barn under 15 år utgör 10,0 %, vuxna 15-64 år 78 %, och äldre över 65 år 11,0 %.
Runt Gaozi är det tätbefolkat, med 493 invånare per kvadratkilometer. Närmaste större samhälle är Guyang, 13,7 km öster om Gaozi. Trakten runt Gaozi består till största delen av jordbruksmark.
Genomsnittlig årsnederbörd är 1 277 millimeter. Den regnigaste månaden är juli, med i genomsnitt 262 mm nederbörd, och den torraste är december, med 31 mm nederbörd.